# 中村涼子
中村 涼子（なかむら りょうこ、1986年5月6日 - ）は、日本のアーティスト、キャラクターデザイナー、元お笑いタレント。かつてはワタナベエンターテインメントに所属していた（2024年3月31日まで）。かつてはお笑いコンビあんいーぶん、パルフェのメンバーだった。なお、芸人としてのネタ見せ活動は2018年12月頃を以ってほぼ辞めている（後述）。
福岡県生まれ、新潟県長岡市出身。のち東京都東村山市に移る。2025年3月中旬より石川県金沢市在住。

## 略歴
- 身長161cm、血液型はO型。

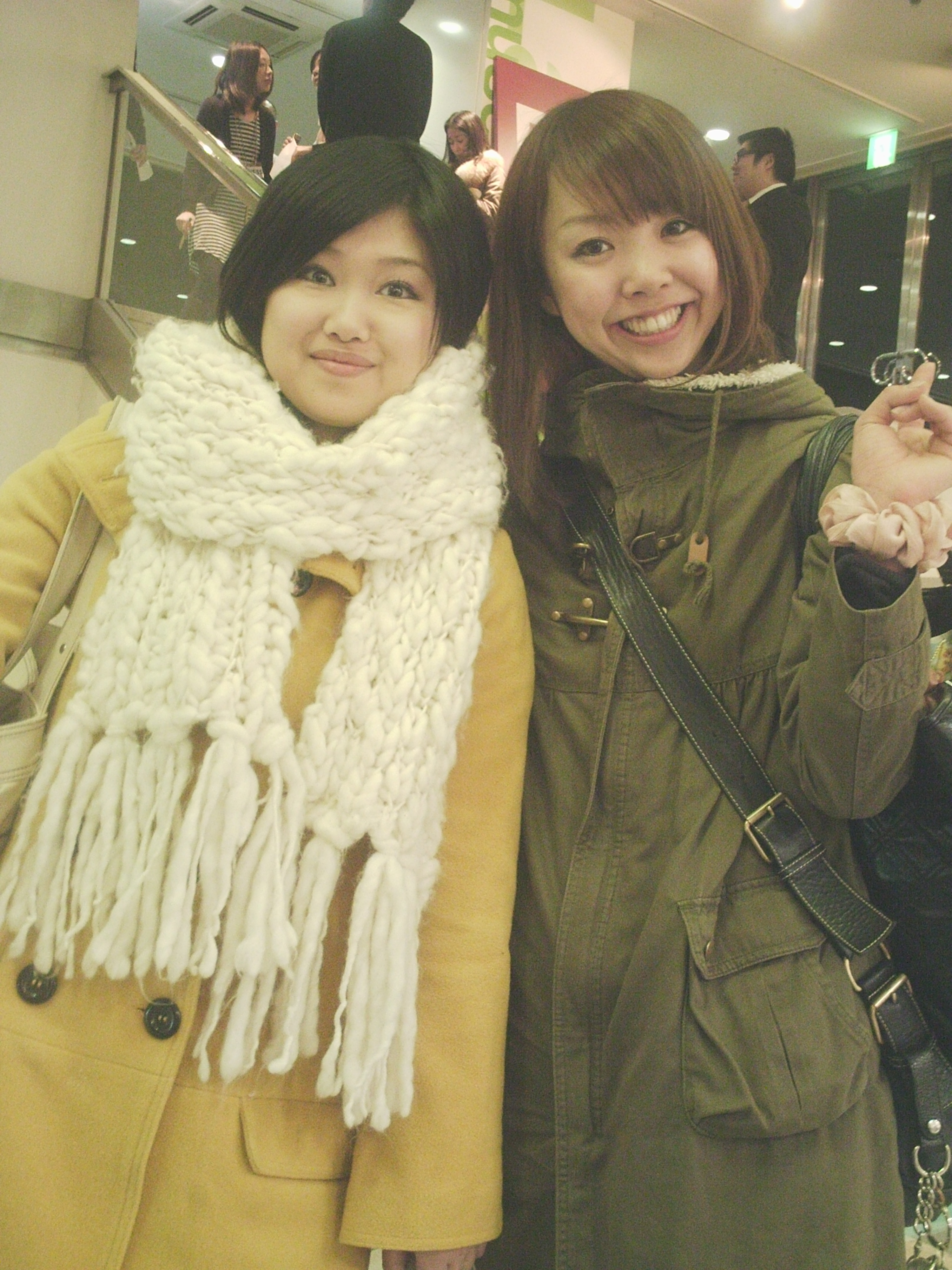
コンビ「パルフェ」時代の中村涼子（右。左は岩間よいこ。2010年2月）

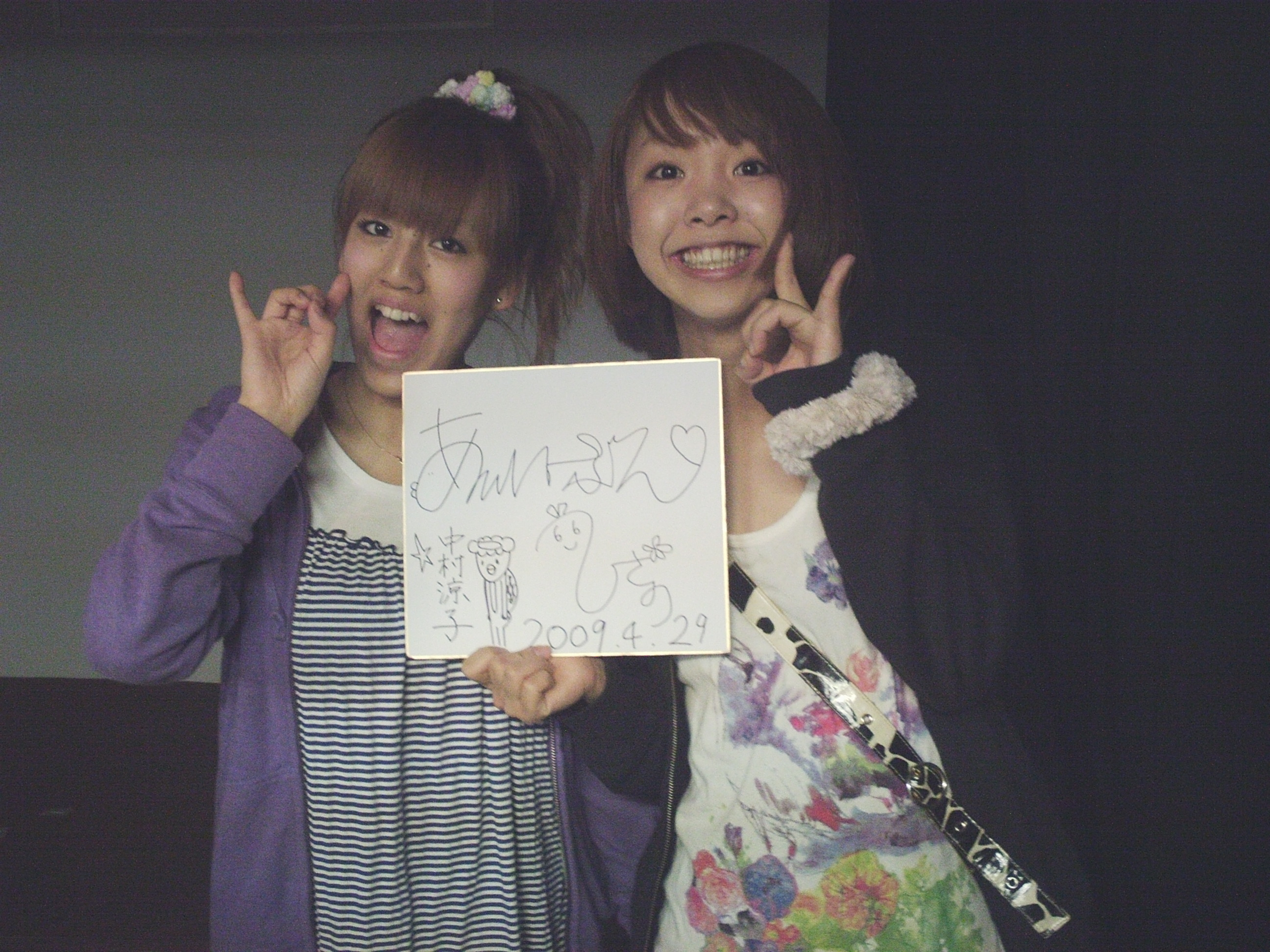
コンビ「あんいーぶん」時代の中村涼子（右。左は伊勢久乃。2009年4月）

- 東京都立武蔵高等学校、成蹊大学文学部日本文学科卒業[7][8]。
- 高校入学後間もなくして、高校のお笑いの同好会「芸人研究同好会」に入り（後に部長を務める）、そこで同じ同好会の同級生（後に副部長を務める）と女性2人組お笑いコンビ『春人』（スプリンガー）を結成、高校の文化祭など学内での活動の後、2003年4月から学外へ進出。東京・中野や、井の頭公園、立川駅前などでライブを中心に活動[9]。同年のM-1グランプリでは2回戦に進出[10]。大学受験を機として春人の解散を決め、同年11月の『ガクタツリターンズvol.2』（中野区・studio twl）を最後のライブとしては解散、中村はしばらくピン芸人として活動を続ける[1][9]。
- 大学在学中の2006年2月に、伊勢久乃とのコンビ『あんいーぶん』を結成（最初コンビ名は『凸凹』と書いて『あんいーぶん』と読む表記）[11]。同じアルバイト先だった伊勢に誘われての結成だった[1]。同年10月にワタナベコメディスクールに5期生として入学。翌2007年9月に卒業、ワタナベエンターテインメントに所属。
- あんいーぶんは、めっちぇん、Mサイズとの3組でのお笑いユニット『凸凹オトメサイズ。』[12]、2007年からは、こんせいそん、Shohei Noguchi、嵐山智博との4組5人のユニット『Pocket Punk!』[13]、音楽のライブでも『ポニーテールズ』[14]、Mサイズとの歌でのユニット『ツインテールズ』としても活動[15]。
- 2009年3月31日、あさがやドラムで行われた『マサシンライブVol.92〜春休みスペシャル〜』が、あんいーぶんとしての最後の出演となり、2009年4月29日にStudio twlで行われた『お笑いプレーオフ2009〜東京ラウンド〜』に『Pocket Punk!』として出演。伊勢との2人揃っての出演はこれが最後となり、あんいーぶんとしての活動を終了[16]。解散後、2009年8月まではピン芸人として活動。ピン芸人となってからのネタには、白雪姫など色々なキャラクターに扮して演じる一人コントが多かった（再びコンビ結成後も『R-1ぐらんぷり』出場時などにこれらのピンネタを披露することがあった）。
- 2009年8月頃に、ワタナベコメディスクール同期生だった岩間よいことコンビ『パルフェ』を結成、2009年9月1日のライブ『ガールズガーデンフェスティバル2009』（Studio twl）からパルフェとして活動を開始[17]。あんいーぶん解散後は、一度ワタナベエンターテインメント所属を外れてフリー扱いとなり、ワタナベエンターテインメントのオーディションライブ「STEP! STEP! STEP!」などに出演して再所属を目指していたが、その「STEP! STEP! STEP!」の2012年7月の回で“星5個”（観客投票で3位以内4回と最後に1位獲得）で規定をクリアし、ワタナベエンターテインメント再所属が決まった[18]。
- R-1ぐらんぷりでは、2010年に3回戦まで進出[19]、2014年、2016年、2017年はいずれも準決勝まで進出[20][21][22]。2008年は『財団法人涼子』の芸名で出場した[23]。
- 2011年1月26日の「ミスアルプストークライブ 鯖折」を最後にパルフェは解散、その後は再びピンで活動[24]。パルフェ解散後、2011年2月から、中村とウーウェイ（元中央線withyou）、上野あいみ（元すっとんきょ）、菰岡真実（元めっちぇん）、湯川セイントセイヤ（元ミスアルプス）の元コンビ芸人のメンバーでトークライブ『ひとりでも出来るもん!』を『居酒屋西麻布ヒルズ』で行っていたことがあった[25][26]。
- 2015年4月11日に芸人デビューして以来初めてとなる単独ライブ『私がステッキを手にした日。』（東京・下北沢　しもきた空間リバティ）を行った[27]。
- 2015年当時は、松丸ほるもん（シリフリ、まんぷくフーフーを経て現在活動休止中）とユニットを組んで出演することがあり、同年4月16日の『NEWCOMER FRIDAYNIGHT』（表参道GROUND、1分間ゴングショーのライブ）において5連覇を達成した[28]。 2015年4月25日放送の『前略、西東さん』（中京テレビ）では、この二人で「中村ホルモン」として出演した[29] 他、同年のキングオブコント（「中村涼子&松丸ホルモン」として[30]）、M-1グランプリ（「中村ホルモン」として）にもこのコンビで出場（この年のM-1は3回戦まで進出[31]）。2016年1月7日には、中村・松丸のユニット単独ライブ『友達以上、相方未満。』（東京・新宿ハイジアV-1）を行った[32]。
- 2016年のM-1グランプリには、一緒にユニットライブをやっているたかまつなな、紺野ぶるまとトリオ「たかぶるりょうこ」で出場した（2回戦まで進出）[33]。
- 2017年の女芸人No.1決定戦 THE Wにて決勝進出。決勝戦が地上波のテレビにて全国ネットで放送される賞レース・コンテストでの決勝進出はこれが初であった。
- 2017年3月頃に「あと1年以内に売れなかったらやめよう」と決めて改めて活動し出し、THE Wでは決勝進出を果たすも、この直後のR-1ぐらんぷり2018では3回戦敗退に終わり（この前年では準決勝まで進出）、2018年3月に事務所の社長にネタ活動を辞めたい旨を伝える。そしてこれ以前から入っていた地方営業の仕事がほぼ終わった2018年12月頃にネタ見せ活動を終えている[4]。
- 2018年2月、少女漫画絡みの仕事や活動をする際の芸名として「別冊なかむらりょうこ」という名を付けたことを発表[34]。以後、中村涼子と別冊なかむらりょうことしての活動を並行して行っている。
- 2019年9月、それまで約3年半交際していた構成作家の男性と結婚。その男性とは、中村が出演していた舞台公演で知り合った[2]。公私共に親交が深いイモトアヤコが婚姻届の証人になった（2019年9月25日放送『イモトアヤコのすっぴんしゃん』（TBSラジオ）にて、初めて発表された）[35]。
- 32歳の時から自分で洋服を作り始める[36]。2020年5月10日、自分の作品を販売するサイト『Ryoko Nakamura japan』をminne（GMOペパボが提供するCtoCハンドメイドマーケット）にて開設。
- 2020年6月8日スタートのTikTok配信連続ドラマ『リモートな恋』（主演・志尊淳、水原希子）で脚本を務める[37]。
- 2021年7月8日、第一子男児を出産[38]。
- 2022年、女芸人No.1決定戦 THE Wに2017年以来5年ぶりに出場。お笑い賞レースの出場も2018年のR-1ぐらんぷり以来で、THE Wに出場したことでお笑いライブにもネタ見せ活動終了以来4年ぶりに出演したという。そしてこの2022年のTHE Wでは準決勝まで進出した[39][40]。
- 2024年3月31日を以ってワタナベエンターテインメントを退所し、その後はフリーで活動[41]。
- 2025年3月中旬に、夫の地元である石川県金沢市へ転居[6]。

## 人物
- 姉が居る[42]。
- 小学生時代は4年生の時から、手芸クラブ→漫画イラストクラブ→演劇部・放送委員会に、東京に転校した小学6年生からはバドミントン部に入っていた[43]。
- 水泳（潜水など。3歳～11歳、15歳～18歳の間やっていた[44]）、陸上競技、マット運動、軟体運動が得意[45]。陸上では、リレー走、100m走、走り高跳びをやっており[46]、砲丸投では東京都大会に出場したことがあって、リレーでは東京都大会ベスト8に入ったことがある[47]。他にスノーボード、自転車が趣味[48]。
- 実用英語技能検定3級、実用数学技能検定3級のそれぞれの資格を持っている[49]。
- ハスキーボイスが特徴[50][51]。喉にポリープが出来たこともある[52]。かつては声が高かったが、18歳の時に大きな咳をしたら今のような声になったとのこと[53]。
- デビュー前は、小学生の頃より原田泰造のファンだった[54]。
  - 小学6年生の時に新潟県長岡市から東京都東村山市に転居する時に、最初は友人と別れることや知らない所へ行くことが嫌で悲しかったとのことだったが、転居先の東村山がその原田泰造の地元と知って、原田に会えるかも知れないと思い込み、一転して喜んで東京へ行ったという[55]。
- ニックネームは、小学生時代は「たまお」、高校生時代は「むらにょ」だった[56]。
- B'ZとももいろクローバーZのファン[57]。B'Zのライブには毎年行くほどである[58][59]。
- 好きな作家は東野圭吾、道尾秀介、米澤穂信。得意トークにもしている[57]。
- 同じ事務所所属で先輩のイモトアヤコと仲が良く、2012年には二人でプライベートでしまなみ海道を自転車で渡る旅行をし[60]、2018年2月にはイモトに『山と食欲と私』という漫画を勧めた[61] ことがきっかけで、二人プライベートでキャンプに行ったほど[62]。仲が良い余り、2018年には東京都東村山市の実家から、イモトの近所に引っ越した[63]。中村は自らイモトの“妹分”とも称している[64]。また中村とイモトのツーショットが出た時には「声も顔のパーツもそっくり」「姉妹？双子？」「どっちがイモトかわからない」などネットでの反応が出たことがあった[65][66]。他に「劇団太陽マジック」の公演で共演した野中美智子とも親交がある[67]。
- この他にサスペンス作品観賞、麻雀も趣味[48]。
- オーバーオールを愛用していたことがあり、2016年時点で9着持っている。陸上競技をやっていたことで、そのような感のある体型を隠したいということからオーバーオールを着ていたことが多いという[46]。
- キャラクターのデザインをすることがあり、『チク美ちゃん』[68]（元々は高校3年生の時の美術の授業で作った絵本『お洋服を買いに行こう』で生まれたキャラクター[69]）、野中美智子のオリジナルキャラクター『銭ゲバ子』などをデザインしている[70]、自分の頭にいる小うるさい意地悪な奴というキャラ『BAKEちゃんMONOちゃん』などをデザインしている[36]。またプラ板、レジンで色々なキャラクターのグッズを作ることも特技で[71][72]、手作りのだるまのバッジを紺野ぶるまとまとばゆうに贈ったところ、中村を含めて3人とも2017年の女芸人No.1決定戦 THE Wの決勝戦に進出できたという逸話がある[73]。同じく絵画やキャラクターなどのデザインが好きなハナコ・秋山寛貴と共催のイベント「中村涼子とハナコ秋山の『ボクワタシ』展」を2018年10月26日から10月28日までの3日間、東京・原宿のDESIGN FESTA GALLERY（Gallery WEST）で行った[74]。それに続き、『ボクワタシ展2』が2019年3月21日から3月24日まで原宿DESIGN FESTA GALLERY（Gallery EAST）で行われた[75]。
- 『オサレもん』（フジテレビ）で共演した矢作兼（おぎやはぎ）に顔が一部似ていると話題になったことがある[76]。また2015年9月7日深夜『芸人報道』に出演した時には、坂田利夫に似ているとも言われたことがある[77]。
- ペットは「アトム」という名前のチワワが居る[78]。
- パルフェ解散以後ピンでの活動を続けている理由として、あんいーぶん時代の相方の伊勢が店や会社の経営者となり、パルフェ時代の相方の岩間が岩崎夏海と結婚し、共に幸せになったことから「次の幸せは私がもらう」からと話している[79]。

### 少女漫画好き
大の少女漫画好きで、少女漫画の話題専用のブログも行っている。初めて読んだ少女漫画は『みい子で〜す!』（『こっちむいて!みい子』の前身作品）だったと言う。その後初めて買ってもらった『あさりちゃん』にハマり、一番好きな漫画は、小学5年生の時に図書室で出会ったという『ガラスの仮面』。ガラスの仮面の他にも『キャットストリート』など芝居系の漫画を好み、りぼん、なかよし、ちゃおを姉と友人とよく回し読みしていた。中村自身の人生の中で少女漫画に大きく影響されたことは多くあり、小学生の時にはガラスの仮面の影響で自ら演劇クラブを設立。そして生徒会活動をしていたきっかけが「天使なんかじゃない」で、大学で文学部に入学し日本文学科で学んだきっかけも「あさきゆめみし」というほどだった。今まで読んだ作品は1,500冊を超え、自宅にも1,000冊以上を有し、少女漫画を基にして作ったネタも100を超える。ガラスの仮面の他、赤石路代作品、河原和音作品、1990年代の少女漫画雑誌（りぼん、なかよし、ちゃお）、また少女漫画だけでなく週刊少年ジャンプの作品にも詳しい。これら少女漫画好きが高じて、2018年3月から親交のある東村アキコの元でアシスタントを始めた。前述のようにネタの活動を辞めて「絵本を描きたい」ことを社長に伝えた時に、同席していた東村から「ウチで絵の描き方教えてあげる」と誘われてアシスタント採用となった。
そして『ご近所物語』のヒロイン、幸田実果子みたいな髪にしたいと思ったことから、2019年の一時期髪の毛をピンクに染めていた。

## 芸風
女子中高生など色々なキャラクターに扮しての一人コントが主。ドジでお転婆な女子中高生の一人コント の他、少女漫画好きなところを生かして、「少女漫画あるある」のネタ、少女漫画のある一シーンの再現などを一人コントで演じるものもある。この他これまでには、ミンキーモモ、セーラームーン、ルパン三世の峰不二子、『エースをねらえ!』のお蝶夫人、『ガラスの仮面』 などアニメヒロインから、敵キャラの魔女などのキャラクターコントを演じて来た。DVD『アンタッチャブル柴田の「ワロタwwww」～超絶おもしろいのに全く知られてない芸人たち～』では「跳ねる少女マンガ芸人」のキャッチフレーズが付き、「現実では見たことないが少女漫画にはよく見るシーン」のネタを披露している。このネタの時「タナカコウヘイ」と言う名前が良く出て来て、ネタ中にも頻繁にこの名前を発していたことがあったが、これが作曲家の田中公平にも伝わり、その田中自身がブログで話題にしていたことがあった。なお、キャラクターコント、少女漫画ネタ以外のネタも有り、自ら録音したナレーションに合わせて演技をするというネタもある。2016年からは漫談のネタも行っている。
市川美織（NMB48）の真似というネタもあり、2014年9月17日深夜放送の『うつけもん』（フジテレビ）において『ニセAKB』のメンバーとして市川の物真似で出演。この放送を市川本人も視ており「真似してくださって嬉しいです」と 自分のgoogle+ でコメントした。なお、これ以前にも2014年6月17日開催のライブ『ニセえーけーびーSUPER FESTIVAL』（東京・新宿タイニイアリス）において、市川の物真似で出演したことがある。他には藤田ニコルのものまねネタもある。

## 賞レース成績
- R-1ぐらんぷり
  - 2014年　準決勝まで進出
  - 2016年　準決勝まで進出
  - 2017年　準決勝まで進出
- M-1グランプリ
  - 2015年　3回戦まで進出（松丸ホルモンとの「中村ホルモン」で出場）
  - 2016年　2回戦まで進出（たかまつなな、紺野ぶるまとの「たかぶるりょうこ」で出場）
- 女芸人No.1決定戦 THE W
  - 2017年 決勝進出 ファーストステージ敗退
  - 2022年　準決勝まで進出

### 受賞歴
- GYAO! プレゼン王決定戦 （2017年3月）優勝[91][92]

## 出演

### テレビ
- モバタレGREAT（日本テレビ） - 『タレタマ』メンバー
- ジャイケルマクソン（毎日放送）- 『芸人国勢調査ぜーんぶイッキに見せますSP』
- しか〜も!!（日本テレビ）
- とんねるずのみなさんのおかげでした・博士と助手〜細かすぎて伝わらないモノマネ選手権〜（フジテレビ）- 2014年7月10日（第20回・未公開版）
- うつけもん（フジテレビ）- 2014年9月17日、『ニセAKB』のメンバーとして、市川美織の物真似キャラで出演。
- オサレもん（フジテレビ）- 2014年10月21日初出演
- パチFUN!（テレビ埼玉他）
- 前略、西東さん（中京テレビ）- 2015年1月31日深夜、2015年4月25日深夜
- 芸人報道（日本テレビ）- 2015年9月8日深夜
- 〜公開ネタ見せ番組〜 輝け!ギャラ3000円芸人（BSスカパー!）
- ヒロミのファン総会（テレビ朝日）- 2015年10月9日
- コサキン・天海の超発掘!ものまねバラエティー マネもの（フジテレビ）- 2015年10月10日（第4回）初出演
- 爆笑そっくりものまね紅白歌合戦スペシャル（フジテレビ）- 2015年10月23日（「顔もネタも15秒でSHOW!」コーナーで、藤田ニコルの物真似）初出演[93]
- 4コマコント 起笑転結（日本テレビ）- 不定期レギュラー出演
- 今夜くらべてみました（日本テレビ）- 2015年12月8日
- 行列のできる法律相談所（日本テレビ）- 2015年12月20日、藤田ニコルの再現VTRで出演[94]
- 東京オーディション(仮)（TOKYO MX）- 2016年2月22日深夜初出演
- R-1ぐらんぷり2016 決勝戦（関西テレビ・フジテレビ系）
  - 2016年3月6日、復活ステージ出場者として出演
  - 2017年2月28日、復活ステージ出場者として出演
- ネクストブレイク『女優カメレオン』（日本テレビ）- 2016年3月11日
- BOOKSTAND.TV（BS12 トゥエルビ）- 2016年7月2日初出演
- ウチのガヤがすみません!（日本テレビ）- 2016年9月19日
- ものまねグランプリ（日本テレビ）- 2016年9月27日初出演
- 新春さんま総選挙2017 → 明石家地下王国（TBS）- 2017年1月3日、2017年7月12日
- Geroの恋するCOMIC NIGHT ～月曜日のランデヴー（フジテレビオンデマンド）- 2017年5月4日深夜の『＃ハイ ポール』（フジテレビ）内でも一部が放送。
- 明石家さんまの新春!めっかっちゃった大賞（TBS）- 2018年1月3日深夜 再現VTR出演[95]
- 笑点 特大号（BS日テレ）- 2018年2月28日
- 有田ジェネレーション（TBS）- 2018年2月28日
- にちようチャップリン（テレビ東京）- 2018年7月8日「2018お笑い王決戦・7月第2週」出場
- ぐるぐるナインティナイン（日本テレビ）- 2018年10月11日、藤田ニコルの再現VTRで出演[96]
- 櫻井・有吉 THE夜会（TBS）- 2018年10月11日、当日ゲストのイモトアヤコの大親友として出演[97]
- The NIGHT（AbemaTV） - スピードワゴン（月曜 #49、他）、柴田阿弥（金曜 #69、#98、他）各回出演
- 特捜警察ジャンポリス（テレビ東京） - 2019年2月9日
- ヒルナンデス!（日本テレビ）
  - 2020年3月27日「週末で読み切れる！話題のマンガ特集」コーナー出演、『メタモルフォーゼの縁側』をプレゼンテーションし、「一番読みたくなった漫画」に選ばれる[98]。
  - 2021年1月22日「年100さん」（年に100以上の時間とお金を費やしている人を紹介するコーナー）に出演[99]。
- イントロ（日本テレビ）- 2020年12月13日深夜
- ハナコ書店〜マンガの何でもバラエティ〜（テレビ東京）- 2022年1月22日・1月29日[100][101]
- 1番持ち寄りバラエティ 我がMAX（日本テレビ）- 2022年2月5日[102]
- 140×875（テレビ朝日）- 2023年8月29日・9月5日[103][104]

### テレビドラマ
- 土曜ドラマ24『潜入捜査アイドル・刑事ダンス』（テレビ東京）- 2016年10月15日（第2話）、杉谷ニコル（藤田ニコルのパロディ）役
- 海月姫（フジテレビ）- 2018年2月26日（第7話）、スタイリスト役[105]

### ラジオ
- ナベラジ（原宿ソラトニワFM、4週ごとにメインパーソナリティとして）
- AVALON（J-WAVE）- 2017年6月19日
- マイナビ Laughter Night（TBSラジオ）- 2018年4月13日初オンエア
- イモトアヤコのすっぴんしゃん（TBSラジオ）- 2018年5月30日～同年6月27日の5週にわたって出演（「すっぴんしゃん　キャンプスペシャル」、5月30日の事前電話出演含む）、2018年12月12日～12月19日、2019年9月25日

### インターネット
- ガー!ガー!!ガー!!!×RADIO（ポッドキャスト番組）
- 優涼チャンネル（TwitCasting）- やしろ優と共演、2014年11月6日～
- 別冊・少女マンガ倶楽部（SHOWROOM → ニコニコ生放送）- 毎週月曜日22:00、たかみち（プリンセス金魚）と共演（2018年4月まで）、後2018年5月からは中村一人で放送

### CM
- 東京スカイツリータウン 6周年CM「カメラ女子編」（2018年4月〜、椎名琴音、森田亜沙美と共演[106][107]）

### 舞台
- 劇団K助「オムニー3 ～遅刻しただけで15万も取んの!?～」（2011年8月31日-9月4日、野方区民ホール）
- 劇団太陽マジック第1回公演『HERO』（2012年5月24日 - 5月27日　ウッディシアター中目黒）
- 劇団太陽マジック第2回公演『ウェディング・ドレス』（2012年11月8日 - 11月11日 ウッディシアター中目黒）
- 劇団太陽マジック第3回公演『サクラサクコロ』 （2013年4月11日 - 4月14日　ウッディシアター中目黒）
- 劇団太陽マジック第5回公演『ゆらり』（2013年11月20日 - 11月24日　ウッディシアター中目黒）
- 劇団太陽マジック第6回公演 『センチュリープラント。』（2014年5月21日 - 5月25日　ウッディシアター中目黒）
- 自首する男（2014年9月28日　表参道GROUND）
- 運命のディスク（A.R.P. 製作、2015年6月23日 - 6月28日　千本桜ホール）- 主人公・瀬戸口かなこ 役
- TAIYO MAGIC FILM 第9回公演 「ぼくのタネ」（2015年11月18日～11月25日、恵比寿・エコー劇場）- 鵜澤成美 役
- TAIYO MAGIC FILM 第12回公演 「時分自間旅行」（2017年9月22日～10月1日、赤坂レッドシアター）- 虹晴舞子 役
- TAIYO MAGIC FILM 第13回公演 「ぼくのタネ2019」（2019年5月24日～6月2日、赤坂レッドシアター）- 鵜澤成美 役
- HERO 2019夏（2019年7月31日～8月4日、ヒューリックホール東京）- 渡辺皐月 役
- スーパーコントライブ（2019年11月1日～11月3日、東京・新宿 ARISE舞の館[108]）
- 〇〇な人の末路〜僕たちが選んだ××な選択〜（2020年2月9日初日、グローブ座　作・演出西条みつとし）

### ライブ
単独ライブ
- 私がステッキを手にした日。（東京・下北沢　しもきた空間リバティ　2015年4月11日）
- 中村涼子のるんるん!少女漫画っ子サミット
  - 第1回 - 2016年8月5日、ゲスト：東村アキコ[109]
  - 第2回 - 2017年4月7日、ゲスト：幸田もも子[110]
  - 第3回 - 2017年10月27日、ゲスト：金田一蓮十郎[111]

ユニットライブ
- 友達以上、相方未満。（東京・新宿ハイジアV-1　松丸ホルモンとのコンビでのライブ　2016年1月7日）
- たかぶるりょうこ（たかまつなな、紺野ぶるまとの3人ユニットライブ　第1回は2016年2月11日、最終回は2019年7月14日[112]。たかまつ主催[113]）
- 7ピンLIVE（石出奈々子、キャプテン渡辺、TAIGA、マツモトクラブ、三福エンターテイメント、ルシファー吉岡とのユニットライブ　第1回は2016年4月22日[114]。中村は2018年6月27日開催の回を以ってこのライブを卒業[115]。）
- ショウワショウジョ（ハルカラとのツーマンライブ　第1回は2016年4月28日[116]）
- 十年一突（スーパー3助、すっきりソング、ゾフィー、たぬきごはん、ダンシングヒーロー、三福エンターテイメント、ロビンソンズとのユニットライブ　第1回は2017年1月29日[117]）

## 掲載誌・連載
- お笑いポポロ（麻布台出版社、2007年2月号）
- マグミクス『少女マンガのトリセツ』 - 「別冊なかむらりょうこ」名義で、2019年5月から連載[118]

## DVD
- アンタッチャブル柴田の「ワロタwwww」～超絶おもしろいのに全く知られてない芸人たち～（アニプレックス、2014年12月24日発売）